# Azetidin
Azetidin, auch Trimethylenimin genannt, ist der einfachste stickstoffhaltige gesättigte viergliedrige Heterocyclus. Es bildet die Grundstruktur der Gruppe der Azetidine.

## Darstellung
Azetidin kann aus der thermischen Umsetzung von 1,3-Diaminopropan mit Salzsäure erhalten werden.
{\displaystyle \mathrm {NH_{2}(CH_{2})_{3}NH_{2}\ {\xrightarrow {HCl}}\ C_{3}H_{7}N+\ NH_{3}} }

## Eigenschaften
Azetidin ist eine farblose Flüssigkeit mit einem Siedepunkt von 61–62 °C. Es handelt sich um eine heterocyclische Stickstoffbase.

## Reaktionen
Der Azetidinring kann durch Nukleophile geöffnet werden. Hierdurch ist die Synthese von endständigen Aminen möglich.
So reagiert beispielsweise Ethylendiamin mit Azetidin am Palladium-Katalysator unter Ringöffnung zu einem Triamin.